# Zatoka San Miguel
Zatoka San Miguel (hiszp. Golfo de San Miguel) – zatoka Oceanu Spokojnego, położona w prowincji Darién, w Panamie. Wpływa do niej rzeka Tuira.